# کلرپروپامید
کلرپروپامید (به انگلیسی: CHLORPROPAMIDE)
رده درمانی: سولفونیل اوره
اشکال دارویی: قرص

## موارد مصرف
کلرپروپامید در درمان بیماری دیابت تیپ ۲ (دیابت بزرگسالان یا غیروابسته به انسولین) مصرف می‌شود.

## مکانیسم اثر
مانند سایر سولفونیل اوره‌ها احتمالاً موجب آزاد شدن مقادیر بیشتر انسولین از لوزالمعده و تاثیر بیشتر انسولین بر گیرنده‌ها می‌شود.

## عوارض جانبی
عوارض گوارشی، مشکلات خونی، حساسیت، کاهش قندخون.